# Western Publishing
Western Publishing, conosciuta anche come Western Printing and Lithographing Company, è stata una casa editrice statunitense. Ha usato la denominazione "Golden Books Family Entertainment" dal 1996 al 2001.

## Storia

### Gli inizi
Edward Henry Wadewitz, un trentenne figlio di immigrati tedeschi, lavorava presso la West Side Printing Company di Racine, nel Wisconsin. Quando il proprietario non fu in grado di pagargli lo stipendio, nel 1907 colse l'opportunità per rilevare la compagnia pagando $ 2.504 grazie al finanziamento del fratello Albert. Consapevole che ci volesse del personale che avesse competenze gestionali che lui non aveva, Wadewitz assunse Roy A. Spencer che lavorava presso la Racine Journal Company. Alla fine del primo anno le vendite ammontarono a $ 5.000, venne aumentato il personale e furono acquisiti altri macchinari per gestire l'aumento del giro d'affari. Nel 1910, la società cambiò nome in Western Printing and Lithographing Company dopo l'acquisto della prima stampante litografica. Nel 1914 le vendite erano arrivate a $ 127.000. La società installò un impianto più grande per la stampa offset e altri macchinari.
Wadewitz venne poi contattato dalla Hamming-Whitman Publishing Company di Chicago per stampare la sua collana di libri per bambini che, una volta stampati, non vennero però pagati, lasciando alla Western migliaia di libri; a seguito di questo si arrivò all'acquisizione della Hamming-Whitman il 9 febbraio 1916 formando una società sussidiaria, la Whitman Publishing Company. Vennero incaricati due venditori e, nel primo anno, si arrivò a incassare oltre $ 40.000 vendendo le rimanenze della Hamming-Whitman. Nel 1916, Sam Lowe si unì alla Western e convinse Western e Whitman a pubblicare un libro per bambini da dieci centesimi a volume nel 1918, persuadendo contemporaneamente i rivenditori che i libri per bambini potevano essere venduti tutto l'anno.

### Anni settanta
Nel 1970 le vendite raggiunsero  171,5 milioni $, ma l'utile netto sceso a 3,9 milioni $, a causa dell'acquisizione di un impianto di composizione computerizzata e da uno sciopero di undici settimane. Di conseguenza, l'impianto di Hannibal venne chiuso e il numero di dipendenti venne ridotto di 1.500 unità nel 1974 mentre i profitti salirono a 10,1 milioni $; le vendite superarono i 215 milioni $. Nel 1971 la Western strinse un accordo con Children's Television Workshop per produrre Golden Books con i Muppet. Nel 1974, la casa editrice Dell firmò un contratto di stampa decennale con la Western per oltre 50 milioni di dollari. Nello stesso anno iniziò la costruzione di un centro di assemblaggio di giochi e puzzle a Fayetteville, nella Carolina del Nord.
Spinto da prodotti come il Betty Crocker Recipe Card Program, un invio mensile di ricetta a milioni di clienti, le vendite crebbero a $ 237,3 milioni nel 1976 con un utile netto di $ 10,8 milioni. Nel 1979, Western cessò di essere una società indipendente quando venne acquisita dalla Mattel per $ 120,8 milioni.
Alla fine degli anni settanta, la Western era uno dei maggiori stampatori commerciali negli Stati Uniti. Aveva quattro stabilimenti di produzione e due centri di distribuzione tra Kansas e Maryland. Si vantava di installare alcune delle prime macchine da stampa offset a bobina heatset negli Stati Uniti. Inoltre disponeva delle più grandi macchine offset, alimentate a fogli, di dimensioni superiori a 78 pollici di larghezza, stampate in cinque colori e una delle più grandi operazioni di rilegatura negli Stati Uniti. Tra le altre cose, stampava libri in brossura sul mercato di massa sotto contratto, ed era il principale produttore e distributore dei giochi da tavolo Trivial Pursuit e Pictionary, così come altri giochi da tavolo. Ha sviluppato e stampato libri di cucina di specialità, premi e materiale per molti clienti di Fortune 500. Contemporaneamente, Western stampava quasi tutto, dai "biglietti da visita ai cartelloni pubblicitari", e impiegava oltre 2500 dipendenti a tempo pieno.